# Фелікс Керстен
Фелікс Керстен (нім. Felix Kersten; 20 вересня 1898 — 16 квітня 1960) — німецький медик, особистий лікар рейхсфюрера СС Генріха Гіммлера.

## Біографія
Здобув освіту в Гольштейнському сільськогосподарському інституті і після закінчення працював керівником великої фірми в Ангальті. Після Першої світової війни, у 1919 році, вступив у фінську армію, брав участь у боях з більшовиками і отримав громадянство Фінляндії. У 1922 році переїхав до Берліна, де здобув медичну освіту. З 1928 року працював практикуючим лікарем у Гаазі, де лікував члена королівської сім'ї. У 1934 році переїхав до Німеччини і придбав поблизу Берліна маєток Гарцвальде. Отримав репутацію масажиста, що полегшує болі, які виникли на нервовому ґрунті. У 1939 році за рекомендацією Рудольфа Гесса лікував Гіммлера від шлункових кольок. Успішне лікування принесло Керстену широку популярність серед керівників Третього рейху, і він став лікарем багатьох державних діячів, включаючи Роберта Лея, Йоахіма фон Ріббентропа та інших. Будучи близькою Гіммлеру людиною, добре знав його погляди на майбутній устрій світу. Все це (включаючи страту Папи Римського як символ знищення католицизму) він описав у своїх мемуарах «Мертва голова», що вийшли друком після війни. Використовував свій великий вплив на Гіммлера, щоб полегшити утримання в'язнів і навіть звільняти з концтаборів знайомих йому людей. Після війни намагався врятувати свого засудженого до старти товариша Рудольфа Брандта, проте йому це не вдалося.

## Нагороди
- Орден Білої троянди (Фінляндія), командорський хрест
- Орден Оранських-Нассау, великий офіцерський хрест (Нідерланди; 1949)